# شرايين مركزية أمامية وحشية
شرايين مركزية أمامية وحشية (بالإنجليزية: Anterolateral central arteries)‏‏ هو شريان يتفرعُ من شريان دماغي أوسط.